# Neopomacentrus violascens
Neopomacentrus violascens là một loài cá biển thuộc chi Neopomacentrus trong họ Cá thia. Loài này được mô tả lần đầu tiên vào năm 1848.

## Từ nguyên
Tính từ định danh violascens trong tiếng Latinh mang nghĩa là "có màu tím", hàm ý đề cập đến màu nâu tím trên cơ thể loài cá này.

## Phạm vi phân bố và môi trường sống
N. violascens có phạm vi phân bố rộng khắp Tây Thái Bình Dương. Loài cá này được tìm thấy hầu như khắp vùng biển các nước Đông Nam Á, từ phía đông biển Andaman trải dài đến tiểu vùng Melanesia (trừ Fiji), giới hạn phía bắc đến Nhật Bản, phía nam đến vùng biển phía bắc Úc.
N. violascens sống tập trung gần những mỏm đá ngầm và rạn san hô viền bờ, hoặc trong các đầm phá ở độ sâu đến 30 m.

## Mô tả
Chiều dài tối đa được ghi nhận ở N. violascens là 7,5 cm. N. violascens có màu nâu. Phần phía sau của vây lưng, toàn bộ cuống đuôi và vây đuôi có màu vàng tươi. Các vây có viền màu xanh lam sáng.
Số gai ở vây lưng: 13; Số tia vây ở vây lưng: 11–12; Số gai ở vây hậu môn: 2; Số tia vây ở vây hậu môn: 10–11; Số gai ở vây bụng: 1; Số tia vây ở vây bụng: 5.

## Sinh thái học
Thức ăn của N. violascens là các loài động vật phù du. Chúng thường tạo thành các đàn lớn, đôi khi lại hợp vào đàn của những loài Neopomacentrus khác. Cá đực có tập tính bảo vệ và chăm sóc trứng.